# Кальюмет (округ)
Округ Кальюмет (англ. Calumet County) располагается в штате Висконсин, США. Официально образован в 1836 году. По состоянию на 2010 год, численность населения составляла 48 971 человек.

## География
По данным Бюро переписи США, общая площадь округа равняется 1028,231 км2, из которых 823,621 км2 суша и 204,610 км2 или 19,900 % это водоёмы.

## Население
По данным переписи населения 2000 года в округе проживает 40 631 жителей в составе 14 910 домашних хозяйств и 11 167 семей. Плотность населения составляет 49,00 человек на км2. На территории округа насчитывается 15 758 жилых строений, при плотности застройки около 19,00-ти строений на км2. Расовый состав населения: белые — 96,68 %, афроамериканцы — 0,31 %, коренные американцы (индейцы) — 0,34 %, азиаты — 1,55 %, гавайцы — 0,01 %, представители других рас — 0,38 %, представители двух или более рас — 0,74 %. Испаноязычные составляли 1,07 % населения независимо от расы.
В составе 38,50 % из общего числа домашних хозяйств проживают дети в возрасте до 18 лет, 65,00 % домашних хозяйств представляют собой супружеские пары проживающие вместе, 6,50 % домашних хозяйств представляют собой одиноких женщин без супруга, 25,10 % домашних хозяйств не имеют отношения к семьям, 20,40 % домашних хозяйств состоят из одного человека, 7,50 % домашних хозяйств состоят из престарелых (65 лет и старше), проживающих в одиночестве. Средний размер домашнего хозяйства составляет 2,70 человека, и средний размер семьи 3,15 человека.
Возрастной состав округа: 28,60 % моложе 18 лет, 7,20 % от 18 до 24, 32,00 % от 25 до 44, 21,40 % от 45 до 64 и 21,40 % от 65 и старше. Средний возраст жителя округа 35 лет. На каждые 100 женщин приходится 100,00 мужчин. На каждые 100 женщин старше 18 лет приходится 99,00 мужчин.